# São João da Serra (Piauí)
São João da Serra is een gemeente in de Braziliaanse deelstaat Piauí. De gemeente telt 6.877 inwoners (schatting 2009).